# Woodsia vestita
Woodsia vestita là một loài dương xỉ trong họ Woodsiaceae. Loài này được Spreng. mô tả khoa học đầu tiên năm 1819.
Danh pháp khoa học của loài này chưa được làm sáng tỏ. 